# 今夜はLucky Night
今夜はLucky Night（こんやはラッキーナイト）は、LuckyFM茨城放送で毎週月・水・金曜日午後10時から放送している生放送のラジオ番組。
2020年10月の放送開始時は、マシコタツロウが担当した金曜日のみの放送であったが、2021年春の改編で、局の愛称が「LuckyFM 茨城放送」になることに関連して、放送枠が月曜と水曜にも拡大された。

## 概要
自社制作の夜の生ワイド番組としては24年ぶり（パンパカパラダイス 今夜もきかナイト!以来）となる。
赤プルマンデーとりほなアニソンフライデーは東京都千代田区二番町のLuckyFM茨城放送東京本社・東京Luckyスタジオから、オスペンウェンズデーは水戸Luckyスタジオから原則生放送である。
事前収録の場合は次回予告と公式Twitterで告知される。

## 内容

### 現在
月曜
- 『今夜はLuckyNight～赤プルマンデー～』（2024年4月1日 - ）
  - パーソナリティ：赤プル、マンスリーアシスタント
  - リスナーの愛称『プルナー 』

水曜
- 『今夜はLuckyNight～オスペンウェンズデー～』（2024年4月3日 - ）
  - パーソナリティ：オスペンギン

金曜
- 『今夜はLuckyNight～りほなアニソンフライデー～』(2022年9月30日 - )
  - パーソナリティ：加藤里保菜
  - リスナーの愛称『リホナー』

### 過去
月曜
- 『今夜はLuckyNight～さやかマンデー～』（2021年3月29日 - 2024年3月25日）
  - パーソナリティ：磯山さやか、元田芳（2023年9月4日 - 最終回まで）
  - リスナーの愛称『飲み仲間』

水曜
- 『今夜はLuckyNight～みのペンウェンズデー～』（2022年3月30日 - 2023年3月22日）
  - パーソナリティ：オスペンギン、蓑輪史織
  - リスナーの愛称『みのペン民，ポルんちゅ』
- 『今夜はLuckyNight～まほペンウェンズデー～』（2021年3月31日 - 2022年3月23日）
  - パーソナリティ：オスペンギン、山下真保子
  - リスナーの愛称『まほペン民』
- 『今夜はLuckyNight～あやペンウェンズデー～』（2023年3月29日 - 2024年3月27日）
  - パーソナリティ：オスペンギン、山口あや

金曜
- 『今夜はLucky Night～マシコ・フライデー～』（2020年10月3日 - 2022年9月23日） 
  - パーソナリティ：マシコタツロウ　
  - 代打パーソナリティ:高信佳子（2022年6月3日）
  - リスナーの愛称:『組合員』

## コーナー

### 現在
水曜
- 夜ーピーレポート
- ラジオ　de 漫才（第２週）
- 淫休さん
- タチタチカワのフェイクニュース（第５週目）
- みんなでベストアンサー
- あ！たまの体操ピンク謎かけ
- クイズ！大盛りでれすけ
- 23時跨ぎ
- 今夜はザンゲナイト！

金曜
- いきなりアニメサイズ[注 2]
- アニソン5[注 3]
- わかるわぁ～
- 目をつむって聞いてみよう
- RMR りほなミステリー調査団
- 伝説教えて
- もしもしーーー大蛇丸さんですか？

### 過去

#### 月曜
さやかマンデー
- イソスポ
- この茨城知ってっけ？→茨城の○○知ってっけ？
- マドモアゼルさやかのラッキーナイト占い
- はーい！さやかちゃん
- さやかの音

#### 水曜
まほペンウェンズデー、みのペンウェンズデー、あやペンウェンズデー
- 生徒ビンビン物語
- おもいきり生ダメ出し
- タチタチカワのフェイクニュース
- ラジオDE漫才
- 愛のホームパイ
- ミノルンピック（第１週）
- アンミノのポジティブ変換
- 淫休さん
- でれすけ頭皮センサー

#### 金曜

##### マシコフライデー
- それっぽく聞こえる歌謡曲トップ10
- 今週のラッキータウン（2周目以降はW）
- マシフラ　ニュース三枚おろし
- アカペラのど自慢
- Q &イー
- 掘り起こしてリサイクル
- 今週のメタルさん

##### りほなアニソンフライデー
- 声優いろはかるた
- 新発見！サッポロ一番DE茨城愛[注 4]

## テーマ曲
- オープニング「Got To Be Real」（シェリル・リン）